# Couloir de contention

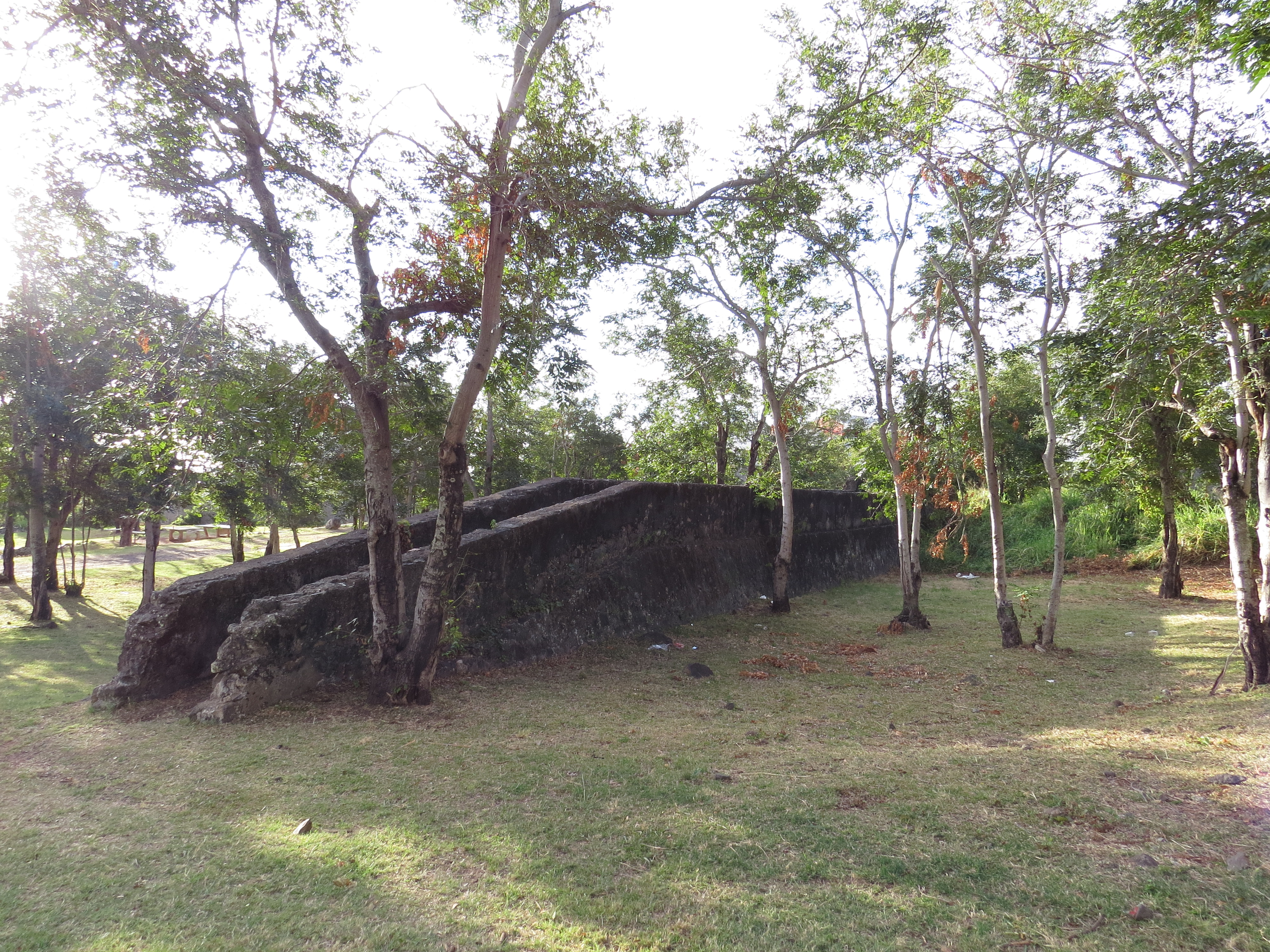
Le Bain Bœuf, un ancien couloir de contention en pierre pour le nettoyage des bœufs à La Réunion.

Un couloir de contention est un équipement utilisé pour canaliser de gros animaux en semi-liberté (stabulation libre, pré, alpage) qu'il s'agit de déplacer ou de manipuler. Ils sont calibrés pour présenter une largeur obligeant les bêtes à se présenter en file indienne sans pouvoir se retourner afin de faciliter l'opération, qu'il s'agisse d'un décompte, d'une tonte, d'une traite, de soins divers (par exemple de l'administration d'un traitement) ou de tri. Dans le monde agricole, où aujourd'hui ils se composent souvent de deux rangées de barrières en métal amovibles, ils sont particulièrement utilisés pour les ovins et les bovins.
Les couloirs peuvent comporter des éléments facilitant l'inspection des animaux et l'administration des soins : portillon à cornadis, sangles d'immobilisation, cage de contention, bac pour bains de pieds, baignoire pour soins de la peau, bascule de pesage, travail à ferrer (rare aujourd'hui). Lorsque les animaux sont équipés de colliers électroniques, de puces d'oreilles ou sous-cutanées, ils peuvent être enregistrés et comptés automatiquement et les données associées peuvent être facilement consultées et modifiées.
Les installations de traite mobile (en alpage par exemple) peuvent être assorties d'un couloir d'attente ou de contention.
Certains couloirs sont assez complexes pour former un parc de tri avec portillons pluridirectionnels, sous-couloirs et parquets d'attente.